# Арбнори, Петер
Петер Филип Арбнори (алб. Pjetër Filip Arbnori; 18 января 1935, Дуррес, Албанское королевство — 8 июля 2006, Неаполь, Италия) — албанский политический деятель, диссидент и правозащитник. Он получил звание «Манделы Балкан».

## Биография
Арбнори происходил из католической семьи. Он был сыном албанского офицера жандармерии, убитого коммунистическими партизанами. После окончания школы он работал преподавателем в небольшой сельской школе, но был призван в армию и из-за «плохого происхождения» не мог вернуться к работе в школе. По завершении военной службы переехал в Дуррес и начал работу в качестве батрака. Использовал поддельные документы на имя Pjeter Arbnori, чтобы попасть в колледж при Университете Тираны, где он учился 3 года. Арестованный Сигурими (тайная полиция) в 1961 году, когда пытались создать нелегальную социал-демократическую организацию. Суд приговорил его к смертной казни, но приговор был заменён на 25 лет тюремного заключения. Большинство времени провёл в тюрьме Буррели. Был выпущен в 1989, отсидев 28 лет. В 1991 году он присоединился к Демократической партии Албании, соучредитель структуры партии в Шкодере. После выборов в 1992 возглавлял парламент Албании до 1997. В 1992 году в течение трёх дней исполнял обязанности президента Албании.
Умер от сердечной болезни, из-за которой он поехал лечиться в Италию. Он был женат и имел двух детей. Посмертно он был награждён орденом Матери Терезы, а в 2011 году — орденом Nderi i Kombit (Честь нации).
В дополнение к воспоминаниям и романам, он переводил с французского.